# Гранічна (Люблінське воєводство)
Гранічна (пол. Graniczna) — село в Польщі, у гміні Юзефув-над-Віслою Опольського повіту Люблінського воєводства.